# Autostrada Richardson
L'autostrada Richardson (Richardson Highway in inglese) è una delle più importanti strade dello Stato dell'Alaska; ed è stata anche la prima autostrada ad essere costruita in Alaska. È lunga 562 km e collega la città di Valdez con la città di Fairbanks. È indicata come Alaska Route 4 da Valdez fino a Delta Junction e come Alaska Route 2 da Delta Junction fino a Fairbanks.

## Storia
Inizialmente (1898) la strada consisteva in un sentiero sterrato per fornire un percorso ai "campi d'oro" del Klondike. Nel 1910 la strada ha avuto un considerevole miglioramento per merito del generale Wilds P. Richardson, al quale l'autostrada è stata successivamente dedicata. Ulteriori miglioramenti sono stati apportati negli anni venti. Durante la seconda guerra mondiale sono stati completati i collegamenti con la città di Anchorage, tramite l'autostrada Glenn (Glenn Highway) e la città di Fairbanks con l'Alaska Highway.
Dal 1950 la strada è aperta tutto l'anno anche in prossimità del Passo Thompson (Thompson Pass) nonostante le abbondanti nevicate. Nel 1957 inoltre fu completamente pavimentata. Parallelamente all'autostrada per lunghi tratti scorre il Trans-Alaska Pipeline System, l'oleodotto costruito negli anni 1973-1977.

## Percorso della strada
L'autostrada attraversa i seguenti borough: Census Area di Valdez-Cordova (Unorganized Borough), Census Area di Southeast Fairbanks  (Unorganized Borough) e borough di Fairbanks North Star.
Tracciato dell'autostrada 
| Borough                                                  | Mile | Km dall'inizio | Località | Coordinate             |  |
| -------------------------------------------------------- | ---- | --- | --- | ---------------------- |  |
| Census Area di Valdez-Cordova (Unorganized Borough)      | 0    | 0 | Valdez (qui inizia l'autostrada)                                                                                                  | 61°07′51″N 146°20′54″W |  |
| Census Area di Valdez-Cordova (Unorganized Borough)      | 18   | 30 | Canyon di Keystone | 61°04′19″N 145°53′52″W |  |
| Census Area di Valdez-Cordova (Unorganized Borough)      | 27   | 45 | Passo Thompson | 61°07′43″N 145°43′47″W |  |
| Census Area di Valdez-Cordova (Unorganized Borough)      | 28   | 46 | Ghiacciaio Worthington | 61°10′13″N 145°45′48″W |  |
| Census Area di Valdez-Cordova (Unorganized Borough)      | 82   | 132 | Tonsina | 61°39′43″N 145°10′39″W |  |
| Census Area di Valdez-Cordova (Unorganized Borough)      | 86   | 138 | Collegamento con l'autostrada Edgerton AK-10 (Edgerton Highway) verso Chitina                                                     | 61°42′32″N 145°09′42″W |  |
| Census Area di Valdez-Cordova (Unorganized Borough)      | 94   | 151 | Willow Creek | 61°47′49″N 145°11′10″W |  |
| Census Area di Valdez-Cordova (Unorganized Borough)      | 100  | 160 | Copper Center | 61°57′10″N 145°17′38″W |  |
| Census Area di Valdez-Cordova (Unorganized Borough)      | 115  | 185 | Collegamento con l'autostrada Glenn AK-1 (Glenn Highway) verso Anchorage                                                          | 62°06′29″N 145°32′00″W |  |
| Census Area di Valdez-Cordova (Unorganized Borough)      | 115  | 185 | Glennallen | 62°06′29″N 145°32′00″W |  |
| Census Area di Valdez-Cordova (Unorganized Borough)      |      | Durante questo tratto di strada a est è possibile vedere le vette del Parco nazionale e riserva di Wrangell-St. Elias | |                        |  |
| Census Area di Valdez-Cordova (Unorganized Borough)      | 125  | 201 | Gulkana | 62°14′25″N 145°25′22″W |  |
| Census Area di Valdez-Cordova (Unorganized Borough)      | 129  | 208 | Collegamento con l'autostrada Tok Cut-Off AK-1 (Tok Cut-Off Highway) verso Tok                                                    | 62°17′20″N 145°21′14″W |  |
| Census Area di Valdez-Cordova (Unorganized Borough)      | 186  | 299 | Paxson | 63°01′46″N 145°29′47″W |  |
| Census Area di Valdez-Cordova (Unorganized Borough)      | 186  | 299 | Collegamento con l'autostrada Denali AK-8 (Denali Highway) verso il Parco nazionale di Denali (Denali National Park and Preserve) | 63°01′46″N 145°29′47″W |  |
| Census Area di Valdez-Cordova (Unorganized Borough)      |      | Tra il miglio 192 e 196 è visibile il ramo est del lago Summit                                                        | |                        |  |
| Census Area di Southeast Fairbanks (Unorganized Borough) | 200  | 321 | Passo Isabel (monumento a Wilds Richardson)                                                                                       | 63°11′15″N 145°33′28″W |  |
| Census Area di Southeast Fairbanks (Unorganized Borough) |      | Ghiacciaio Gulkana (visibile dal passo verso nord-est)                                                                | |                        |  |
| Census Area di Southeast Fairbanks (Unorganized Borough) | 266  | 428 | Delta Junction | 64°02′52″N 145°43′07″W |  |
| Census Area di Southeast Fairbanks (Unorganized Borough) | 266  | 428 | Collegamento con l'Autostrada dell'Alaska AK-2 (Alaska Route 2 o Alaska Highway)                                                  | 64°02′52″N 145°43′07″W |  |
| Census Area di Southeast Fairbanks (Unorganized Borough) | 277  | 445 | Big Delta | 64°08′50″N 145°48′06″W |  |
| Borough di Fairbanks North Star                          | 350  | 563 | North Pole | 64°45′04″N 147°21′07″W |  |
| Borough di Fairbanks North Star                          | 368  | 592 | Fairbanks, intersezione con l'autostrada George Parks (qui finisce l'autostrada)                                                  | 64°50′16″N 147°42′58″W |  |

(Non sempre le foto corrispondono esattamente alla località indicata)